# Joachim Grünewald
Pour les articles homonymes, voir Grunewald.
Joachim Grünewald (né le 21 novembre 1933 à Kirchhundem et mort le 5 janvier 2012 à Olpe) est un homme politique allemand (CDU). De 1991 à 1994, il est secrétaire d'État parlementaire auprès du ministre fédéral des Finances.

## Biographie
Grünewald, après avoir obtenu son diplôme d'études secondaires en 1954, étudie le droit et les sciences politiques à Bonn et à Cologne. À Bonn, il devient membre du syndicat étudiant catholique KDStV Bavaria Bonn dans le CV. En 1957, il réussit son premier examen d'État en droit. En 1960, il obtient son doctorat à l'Université de Bonn avec la thèse Les droits de propriété et de propriété dans la zone allemande occupée par les Soviétiques. Après son deuxième examen d'État en droit en 1962, il est assistant de recherche à l'Université de Bonn.
Le 1er avril 1964, il devient évaluateur pour l'arrondissement d'Olpe et en 1965, il est nommé conseiller de l'arrondissement. Élu le 2 novembre 1967 par le conseil d'arrondissement, Grünewald est, du 1er mars 1968 - après réélection dans l'intervalle - jusqu'au 28 janvier 1987, directeur principal de l'arrondissement d'Olpe. Au cours de son mandat, la mise en œuvre de la réforme municipale dans l'arrondissement d'Olpe, dans la préparation de laquelle il est impliqué dans la direction  et qui s'est déroulée sous sa direction. Ce faisant, il contrecarre avec succès les projets de dissolution de l'arrondissement d'Olpe et d'intégration des communes dans d'autres arrondissements.

## Famille
Après la mort de sa première femme, Joachim Grünewald se remarie et est le père de quatre enfants. Depuis qu'il commence à travailler pour l'arrondissement d'Olpe, Olpe est son lieu de résidence.

## Parti politique
Depuis 1959, il est membre de la CDU. Depuis 1968, il est membre du conseil d'administration de l'association CDU dans l'arrondissement d'Olpe et à partir de 1989, il est trésorier fédéral de l'association politique locale de la CDU/CSU.

## Parlementaire
Grünewald est membre de l'Assemblée régionale de Westphalie-Lippe de 1969 à 1987 et est ici depuis 1975 vice-président du groupe parlementaire CDU.
De 1987 à 1994, Grünewald est député du Bundestag. Il représente la circonscription d'Olpe-Siegen-Wittgenstein II au Bundestag. Ici, il est particulièrement actif dans le département des finances.

## Autres mandats
Après les élections fédérales de 1990, Grünewald est le 24 janvier 1991 nommé secrétaire d'État parlementaire auprès du ministre fédéral des Finances du gouvernement fédéral dirigé par le chancelier fédéral Helmut Kohl. Son domaine d’activité s’étend aux domaines d’activité nés de l’unification allemande. Pendant ce temps, il est le commissaire du gouvernement fédéral pour les affaires de Treuhandanstalt . Après l'élection du Bundestag en 1994, il démissionne de son mandat le 17 novembre 1994.
De janvier 1995 à fin 1998, il est président du conseil d'administration de l'Agence fédérale pour les tâches spéciales liées à l'unification (anciennement Treuhandanstalt).

## Honneurs
- 1987: Chevalier de l'Ordre du Mérite de la République fédérale d'Allemagne
- 1992: Officier de l'Ordre du Mérite de la République fédérale d'Allemagne
- 1997: Croix centrale avec étoile de l'ordre du mérite de la République de Hongrie
- 1998: Grand officer de l'Ordre du Mérite de la République fédérale d'Allemagne